# Louis Robbe

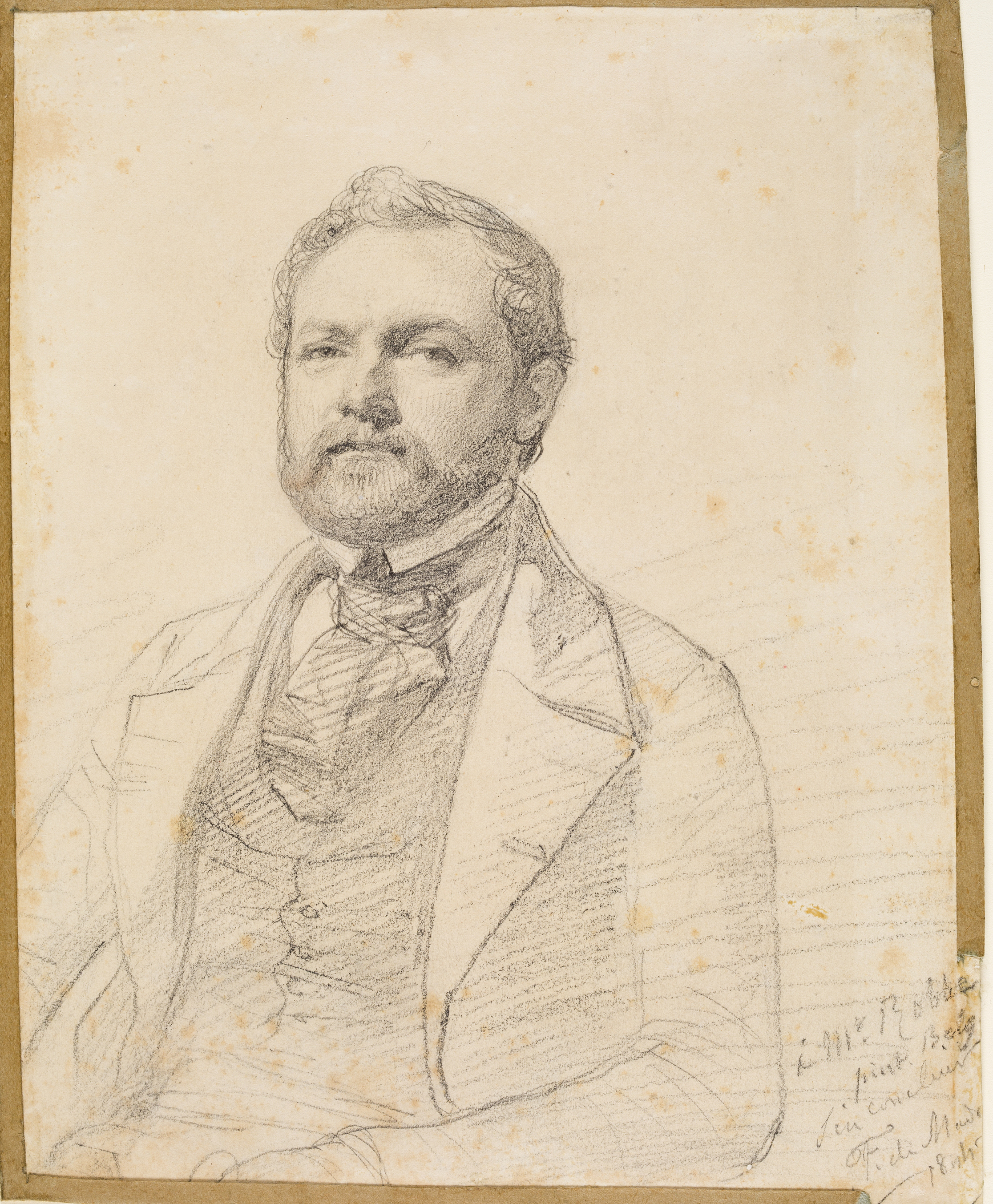
Louis Robbe, porträtterad av Federico de Madrazo.

Louis Marie Dominique Romain Robbe, född den 17 november 1806 i Courtrai, död 1887 i Bryssel, var en belgisk djurmålare.
Robbe blev 1830 juris doktor i Gent och 1840 syndikus i Bryssel. Han gick sedan på akademin i sin hemstad, gjorde studier för måleriet och vann efter få år en mängd medaljer och utmärkelser. Hans landskap i förening med djurmålningar berömdes mycket för sin förträffliga modellering och klara ton. Bland dem märks Campine i Brabant, Herden och fårhjorden, Tjur anfallen av hundar (museet i Bryssel), Vila på betesmarken, Dam med kor, Tuppar efter slagsmålet.